# Украина (велосипед)
«Украина» — серия мужских дорожных велосипедов, производимых Харьковским велозаводом. Самая массовая марка велосипеда, выпускавшаяся в СССР. Модели велосипеда «Украина» пользовались постоянным спросом не только в СССР, но и успешно экспортировались более чем в 30 стран мира.

## История
В годы Первой мировой войны велосипедную фабрику Лейтнера в Риге эвакуировали в Харьков. После Великой Октябрьской социалистической революции 1917 года она была национализирована, и в 1923 году на её базе был основан Харьковский велосипедный завод имени Г. И. Петровского.
В 1926 году на заводе было налажено производство мужского дорожного велосипеда, получившего название «Украина». Это была модель велосипеда, который производился фабрикой Лейтнера в дореволюционное время. Информация о конструкции и количестве произведённых велосипедов достоверно не известна.
Самая известная марка велосипеда начала производиться на Харьковском велосипедном заводе с 1960 года. Первой моделью, которая получила название «Украина», был велосипед В-120. Эта версия дорожного велосипеда пришла на смену модели В-110 «Прогресс», разработанной в начале 1950-х годов на базе довоенных немецких велосипедов.
В те времена (примерно 1961—1993 годы) велосипед в целом был доступен в продаже. Но была большая проблема с приобретением запчастей. Покрышки, камеры, тормозные барабаны и другие детали задней втулки были в большом дефиците. Большинство деталей велосипеда вообще не поступало в продажу. Чтобы купить («достать») какую-нибудь запчасть, приходилось месяцами заходить в магазин «Спорттовары» с надеждой, что случайно она будет на прилавке. Отсутствовали и сервис, и мастерские по ремонту и обслуживанию велосипедов.
По состоянию на 2021 год производство велосипедов под маркой «Украина» продолжается, выпускаются классическая модель с высокой рамой для мужчин (модель 33т), с заниженной верхней перекладиной рамы для женщин (модель 15т), с открытой рамой (модель 15-39) и с заниженной верхней перекладиной рамы и колесами 26" для мужчин и женщин (модель 39/39CZ). Также выпущены модернизированные велосипеды «Украина LUX» модели 64/64CZ (мужская рама) и 65/65CZ (женская рама) с задней втулкой производства чешской компании Velosteel.

## Конструкция и модификации велосипеда В-120 «Украина»
В отличие от модели В-110, новый велосипед В-120 «Украина» имел удлиненную раму, новое седло, усиленные вилки цепи и стойки, которые крепились к подседельному узлу с помощью болта вместо пайки. Модель велосипеда В-120 производилась до 1968 года. Определённый период одновременно выпускалась и новая версия В-130 (также и вариант В-130К), годы производства ориентировочно 1966—1969. В конструкцию велосипеда внесли незначительные изменения: была увеличена длина щитка переднего колеса, добавлен передний багажник, обод колёс стал прямоугольного сечения, были установлены отлитые из алюминиевого сплава педали. Все велосипеды  оснащались тормозной втулкой заднего колеса типа «Тorpedo» без дополнительных тормозов (за исключением самой первой серии).
На раму наносились красочные декали с надписью «Украина» и маркой велосипеда, а также другие мелкие декоративные рисунки (ранее на модели В-120 надписи были выполнены бронзовой краской под трафарет).
Как правило, велосипеды «Украина» В-120, В-130 поступали в продажу в стандартной комплектации, в которую входили нарамная сумочка с инструментами и насос. Дополнительно предлагалось приобрести передний багажник, подножку, счетчик пробега, фару и динамо-машину.
В период примерно с 1968 по 1975 годы выпускалась версия велосипеда В-134 «Украина», которая претерпела незначительные конструктивные изменения — например, обода колес были старого типа «чайка», также велосипед поставлялся в комплекте с дополнительным передним багажником и подножкой. Обычно В-134 окрашивались в чёрный цвет, однако встречались и экземпляры в тёмно-красном и голубом цветах. Щитки колёс украшались белыми линовками.
После 1975 года на ХВЗ производились велосипеды под названием «Украина»: модель 111—411, модель 111—421, модель 111—441 и другие.
Технические характеристики мужского дорожного велосипеда В-134 «Украина»:
- Высота рамы — 580 мм.
- База — 1175 мм.
- Размер шин — 47×622 мм (28x1.75).
- Передняя звезда (число зубьев) — 48.
- Задняя звезда (число зубьев) — 19.
- Количество передач — 1.
- Цепь роликовая 12,7×3,4 мм — 112 звеньев.
- Вес велосипеда — 17 кг[10].